# Venus Gets Even
Venus Gets Even è il primo album da solista della cantante australiana Nadéah, uscito nel 2011.

## Tracce
1. Whatever Lovers Say
2. Odile
3. At The Moment
4. Nobody But You
5. Suddenly Afternoon
6. I Burned A Cowboy At The Melbourne Airport
7. Scary Carol
8. Hurricane Katrina
9. Song I Just Wrote
10. Ain't Got Time
11. An Asylum On New Year's Eve
12. Tell Me
13. Humdrum